# Zwyczaj i zbrodnia w społeczności dzikich

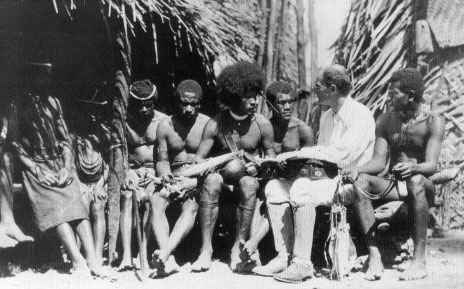
Bronisław Malinowski wśród Trobriandczyków

Zwyczaj i zbrodnia w społeczności dzikich (tytuł oryg. ang. Crime and Custom in Savage Society) – praca Bronisława Malinowskiego, jedna z klasycznych pozycji antropologii prawa. Zawiera krytykę dotychczasowych badań nad prawem tubylczym oraz opis zjawisk prawnych wśród mieszkańców Wysp Trobrianda.

## Wydania
W słowie wstępnym autor zaznacza, że praca powstała początkowo jako odczyt dla Instytutu Królewskiego (Royal Institution of Great Britain). Jej fragmenty drukowane były też w Nature 15 sierpnia 1925 i 6 lutego 1926.
- 1926 – Londyn, wyd. Kegan Paul.
- 1939 – Warszawa – Poznań, wyd. Polski Instytut Socjologiczny, Biblioteka Socjologiczna, tom 4; (jako Prawo, zwyczaj i zbrodnia w społeczności dzikich); tłum. Józef Obrębski; przedmowa Czesław Znamierowski.
- 1984 – Warszawa, wyd. PWN (tom 2 serii Dzieła, łącznie z Życie seksualne dzikich w północno-zachodniej Melanezji) tłum. Józef Chałasiński i Andrzej Waligórski, przedruk przedmowy Czesława Znamierowskiego.

## Krytyka antropologii
Malinowski krytykuje zarówno metody współczesnej mu antropologii, jak i jej tezy. Zarzuca jej wyrywanie ze społecznego kontekstu fenomenów prawnych, przez co niemożliwe staje się ich rozumienie, a prace antropologiczne stają się wyliczanką egzotycznych obyczajów.
Przede wszystkim jednak Zwyczaj i zbrodnia w społeczności dzikich przeciwstawia się pewnym utartym poglądom ówczesnej antropologii. Zgodnie z nimi społeczności tubylcze w zasadniczy sposób odróżniają się od społeczeństw „cywilizowanych”, a różnica ta jest szczególnie widoczna w prawie. Istniał jednak spór co do charakteru tej różnicy. Niektórzy autorzy (np. Lewis Morgan) twierdzili, że tubylcy nie znają prawa, tzn. nie są ograniczeni przez społeczne normy i swobodnie dają upust własnym namiętnościom, co ilustrować miały tezy o pierwotnym promiskuityzmie czy komunizmie. Inni natomiast (np. Sidney Hartland czy Robert Harry Lowie) uważali, że normy społeczne są przestrzegane w o wiele wyższym stopniu niż w zachodnich społeczeństwach. Posłuszeństwo tubylców wobec norm miało być „automatyczne”, „bezrefleksyjne” czy „spontaniczne”. Prawo tubylcze miało opierać się na strachu i składać się przede wszystkim z zakazów. Zgodnie z tymi poglądami bądź zorganizowana społeczność dzikich nie istnieje, bądź też organizacja ta jest tak silna, że nie pozostawia miejsca dla indywidualności.
Malinowski krytykuje oba te stanowiska. Pokazuje, że życie tubylców jest normowane przez szeroką gamę reguł. Tubylcy nie są jednak większymi konformistami od mieszkańców Zachodu. Potrafią łamać, omijać czy zmieniać normy prawne.

## Badanie prawa
Prawo jest integralną częścią kultury i należy je badać w powiązaniu z jego społecznym kontekstem. Zjawiska prawne można odnaleźć praktycznie we wszystkich obszarach życia społecznego. Poprzez opisanie różnych aspektów życia Trobriandczyków, Malinowski stara się pokazać różnorodność zjawisk prawnych. Uwaga jego skupia się na normowaniu własności i wymiany, organizacji stosunków społecznych takich jak podział pracy czy małżeństwo oraz na karaniu czynów niedozwolonych.
W przeciwieństwie do wielu współczesnych sobie antropologów, Malinowski nie stara się dokonywać rekonstrukcji norm prawnych, lecz stosuje metodę czysto deskryptywną. Obserwuje jak prawo funkcjonuje w codziennej praktyce i w poszczególnych przypadkach. Jak zwraca uwagę, praktyka prawa zwykle odbiega od prawnego ideału, a społeczności tubylcze dysponują różnymi sposobami omijania prawa i unikania sankcji. Badanie „prawa w działaniu” zbliża Malinowskiego do realistów prawnych.

## Pojęcie prawa
Problem prawa to dla Malinowskiego problem porządku społecznego. Prawo istnieje dla niego tam, gdzie istnieją wzajemne uprawnienia i obowiązki oraz wyłaniający się z nich porządek. Podobnie jak w innych realistycznych koncepcjach prawa (np. Leona Petrażyckiego) pojawia się tu problem odróżnienia norm prawnych od innych norm społecznych.
Malinowski sprzeciwia się twierdzeniom, że tubylcy cechują się „umysłowością prelogiczną” i zgodnie z tym nie odróżniają rodzajów norm. Zwraca uwagę na istnienie wielu różnych norm społecznych:
- norm praktycznych, mówiących o tym jak dokonywać pewnych czynności, a których skuteczność potwierdza rozsądek i doświadczenie;
- norm „dobrego tonu”, dzięki przestrzeganiu których jednostka nie czuje się niezręcznie i głupio;
- norm gier i zabaw, przestrzeganych dlatego, że ich naruszenie psuje samą zabawę;
- norm religijnych i uroczystych, opierających się na sankcji nadnaturalnej.

Normy prawne wyraźnie odróżniają się od powyższych norm, przede wszystkim poprzez oparcie ich na wzajemności i społecznej sankcji. Malinowski definiuje prawo w następujący sposób:
„Reguły prawa wyodrębniają się od reszty reguł pod tym względem, że odczuwa się je i uważa za zobowiązania jednej osoby oraz uprawnione roszczenia innej. Reguły te znajdują swoją sankcję nie tylko w motywach natury psychologicznej, ale także w określonym społecznym mechanizmie wiążącej siły, opartym [...] na wzajemnej zależności i wyrażającym się w równoważącym się szeregu wzajemnych usług [...].”
Dużo uwagi poświęca się przyczynom dla których jednostki przestrzegają prawa. Najważniejsza wydaje się tutaj zasada wzajemności (do ut des). Zgodnie z nią prawo jest przestrzegane, gdyż stanowi układ wzajemnych roszczeń. Wzajemność ta powinna być przede wszystkim rozpatrywana na poziomie wspólnot (np. wiosek czy rodzin), a nie jednostek. Wielokrotność wymiany, uroczysty sposób jej dokonywania, czyli między innymi publiczna jawność, a co za tym idzie publiczna kontrola i możliwość krytyki, wzmacniają siłę wiążącą reguł prawnych.
Oprócz jednak zasady wzajemności Malinowski wskazuje na inne, współwystępujące z nią przyczyny przestrzegania prawa. Zasada wzajemności uzupełniana jest przez użyteczność prawa, tzn. normy są przestrzegane, ponieważ to się jednostkom opłaca. Równie ważne są też czynniki psychologiczne, szczególnie takie jak ambicja czy próżność. W ostateczności pojawia się przymus społeczny (przede wszystkim jednak w postaci sankcji rozsianej).

## Znaczenie
- W Zwyczaju i zbrodni w społeczności dzikich Malinowski podważył większość dotychczasowych poglądów w społecznościach tubylczych, kładąc podwaliny pod nowoczesną antropologię prawa. Jego koncepcje wykazują łączność z amerykańskim realizmem prawnym i psychologicznymi koncepcjami prawa. Z tego powodu praca ta jest istotna również dla socjologii prawa.
- Zwróciwszy uwagę na kolizje między różnymi systemami prawnymi w społecznościach tubylczych[7], Malinowski staje się prekursorem koncepcji pluralizmu prawnego. Zauważa on, że prawo tubylcze nie tworzy spójnego, hierarchicznego systemu, lecz mamy tu do czynienia ze współwystępowaniem różnych układów praw i obowiązków, często wchodzących ze sobą w konflikty.
- Pisma Malinowskiego odgrywały dużą rolę w dyskusjach okresu międzywojennego. Świadczyć o tym mogą ostrzeżenia Czesława Znamierowskiego, zawarte w przedmowie do pierwszego polskiego wydania (1939 r.): „Nie myślę jednak, by w naszych czasach tytuł tego dzieła nie znęcił innych czytelników, którzy, szukając rozwiązania zagadnień ideologicznych i ustrojowych, będą mieli nadzieję, że tu znajdą wskazania, jak zbrodnię uczynić uświęconym zwyczajem.”[8]
- Praca Malinowskiego była istotną inspiracją w klasycznej pracy Stewarta Macaulaya o pozaumownych stosunkach w biznesie. Macaulay zwrócił szczególną uwagę na potraktowanie przez Malinowskiego tubylców jak kalkulujących biznesmenów, dotrzymujących zobowiązań tylko wtedy, gdy ich złamanie powodowałoby zbyt duże straty w prestiżu czy środkach materialnych[9].